# Chaîne Freyberg
La chaîne Freyberg (en anglais : Freyberg Mountains) est une chaîne de montagnes située en Antarctique.
Elle est nommée en l'honneur du général Bernard Freyberg par l'équipe nord de la New Zealand Geological Survey Antarctic Expedition (NZGSAE) en 1963-1964.
Ce groupe de montagnes comprend le chaînon Alamein (en), le chaînon Salamander (en) et les hauteurs Gallipoli (en). Il se situe sur la côte de Pennell, une partie de la côte antarctique située entre le cap Williams et le cap Adare.

## Principaux sommets
- Mont Camelot, 2 590 m
- Mont Apolotok, 2 590 m
- Mont Staley, 2 560 m
- Mont Tukotok, 2 540 m
- Mont Baldwin, 2 048 m
- Mont Cassino, 2 270 m
- Mont Pedersen, 2 070 m
- Mont Strandtmann, 1 970 m
- Mont Jackman, 1 920 m
- Pic Buttress

## Sources
- (en) Cet article est partiellement ou en totalité issu de l’article de Wikipédia en anglais intitulé « Freyberg Mountains » (voir la liste des auteurs).